# Syosset High School
 (janvier 2011).
Si vous disposez d'ouvrages ou d'articles de référence ou si vous connaissez des sites web de qualité traitant du thème abordé ici, merci de compléter l'article en donnant les références utiles à sa vérifiabilité et en les liant à la section « Notes et références ».

Logo de l'école (2017)

Syosset High School, situé à Syosset dans l'État de New York, est le seul établissement d'enseignement secondaire (high school) pour les habitants de la zone urbaine de Syosset.

## Anciens élèves
- Judd Apatow : scénariste, réalisateur et producteur américain, lauréat d'un Emmy Awards.
- Jay Bienstock (en) : producteur lauréat d'un Emmy Awards.
- Sue Bird : joueuse de basket-ball israélo-américaine.
- Alan Blinder : économiste, professeur d'économie à l'université de Princeton.
- Elaine Chao : 24e secrétaire au Travail des États-Unis.
- Brenda Howard : militante bisexuelle féministe.
- Michael Isikoff : journaliste à Newsweek.
- Robert Maschio : acteur, interprète de Todd dans la série Scrubs.
- Idina Menzel : actrice et chanteuse américaine
- Adam Pascal : acteur et chanteur américain.
- Natalie Portman : actrice israélo-américaine.
- Ed Newman (en) : joueur de football américain.
- Michael Pollan : écrivain et journaliste américain.

## Apparitions dans des films
- Dark Water : l'école apparaît plusieurs fois au début du film.
- New York Minute : les personnages joués par Mary Kate et Ashley Olsens vont au Syosset High School.